# 天全黄耆
天全黄耆（学名：Astragalus moupinensis）是豆科黄芪属的植物，是中国的特有植物。分布在中国大陆的四川等地，目前尚未由人工引种栽培。